# Долина Еннома
Долина Енно́ма — долина к юго-западу от Иерусалима.

## Символическое значение

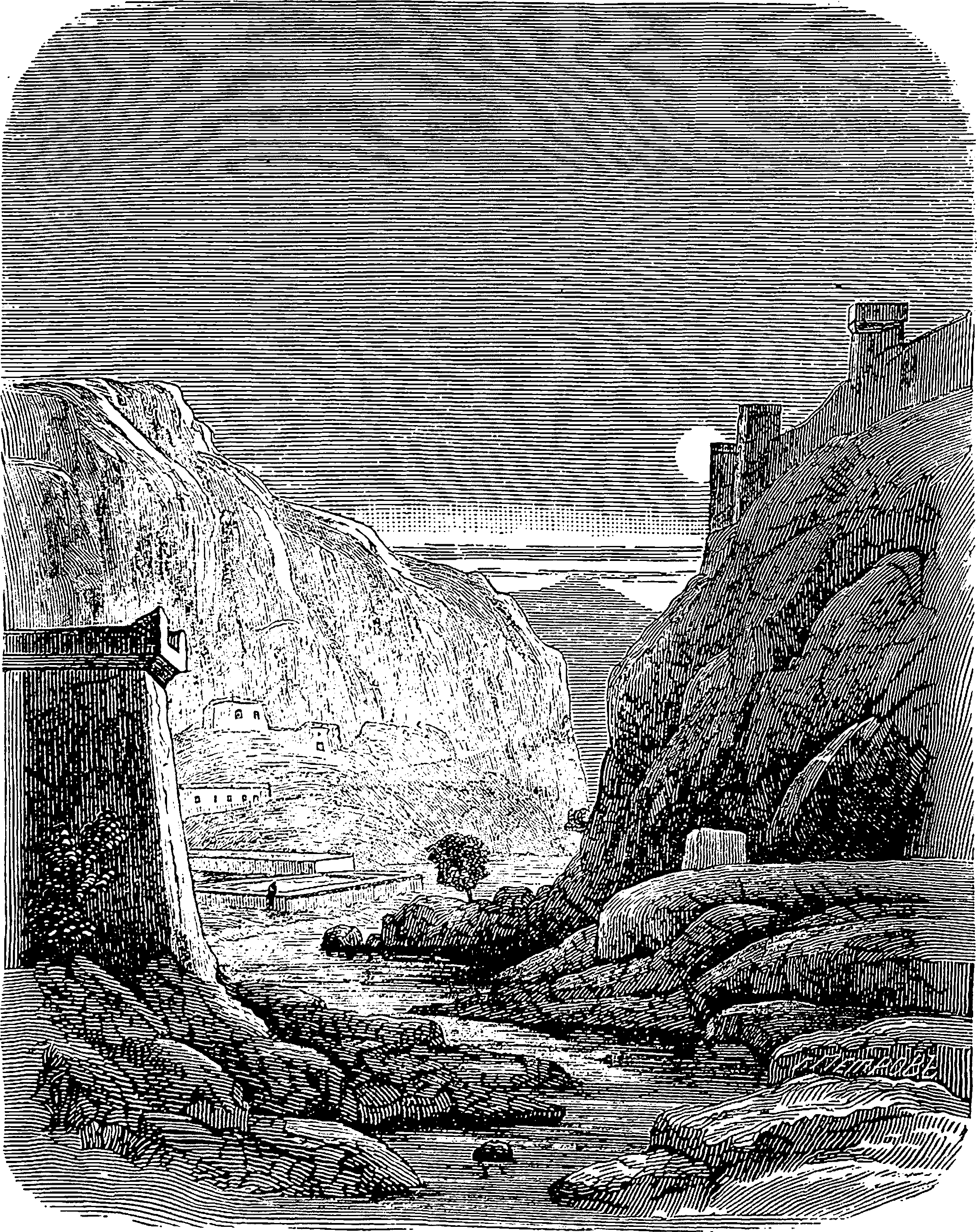
Долина сынов Енномовых или Тофет (рисунок из «Библейской энциклопедии»)

Долина Еннома, долина Енномовых (Нав. 15:8; Нав. 18:16), или долина сыновей Еннома (4Цар. 23:10; 2Пар. 28:3; Иер. 7:32) (ивр. גיא בן הִנֹּם‎) — одна из двух долин (вторая — Кедронская долина) рядом со старым городом Иерусалимом. Арабское название — Вади-эр-Рабаби.
Долина является символом Судного дня в иудаизме. Изначально название этого места не было связано с наказанием и огнём. Долина эта находилась к югу от Иерусалима, неподалёку от т. н. «Солнечных врат». Очевидцы сообщали, что в этой долине сжигали мусор и мёртвых животных. На этом основании современные словари связывают эту территорию с местом наказания — место скопления негодного, разных отбросов, сжигаемых огнём. Однако символика геенны имеет более глубокие корни. Следует помнить, что в древних культурах практически любое действие было действием ритуальным, религиозно-магическим. Сжигание мусора и мёртвых животных — не исключение.
Долина Енном (или Хинном) была, соответственно, местом проведения различного рода языческих обрядов, связанных с огнём. Так, В. В. Емельянов указывает, что «знаменитая „долина Хинном“ (греч. „геенна“) находилась вблизи южных Солнечных ворот Иерусалима, а устраивавшиеся здесь языческие обряды включали проведение детей через огонь (в раннее время, несомненно, человеческие жертвы палящему солнцу). Пророки Ветхого Завета, грозившие долине Хинном Божьей карой, проклятием и запустением, подготовили почву для гневных евангельских и коранических проповедей, обещающих отступникам и грешникам вечные огненные муки». И. Ш. Шифман в книге «Ветхий завет и его мир» также указывает: «Среди обычаев сиро-палестинского региона особое место занимало принесение в жертву (сожжение живьём) богу сыновей жертвователя, практиковавшееся обычно в критической ситуации. Такие жертвоприношения назывались по-финикийски молх, по-еврейски молех. Останки таких жертв хоронили на специальных кладбищах, называвшихся тофет. В долине Хинном недалеко от Иерусалима иудеи приносили в жертву животных, поскольку человеческие жертвоприношения в Иудаизме запрещены; из еврейского ге Хинном („долина Хинном“) возникло слово „геенна“».